# Kroatiska Walk of Fame

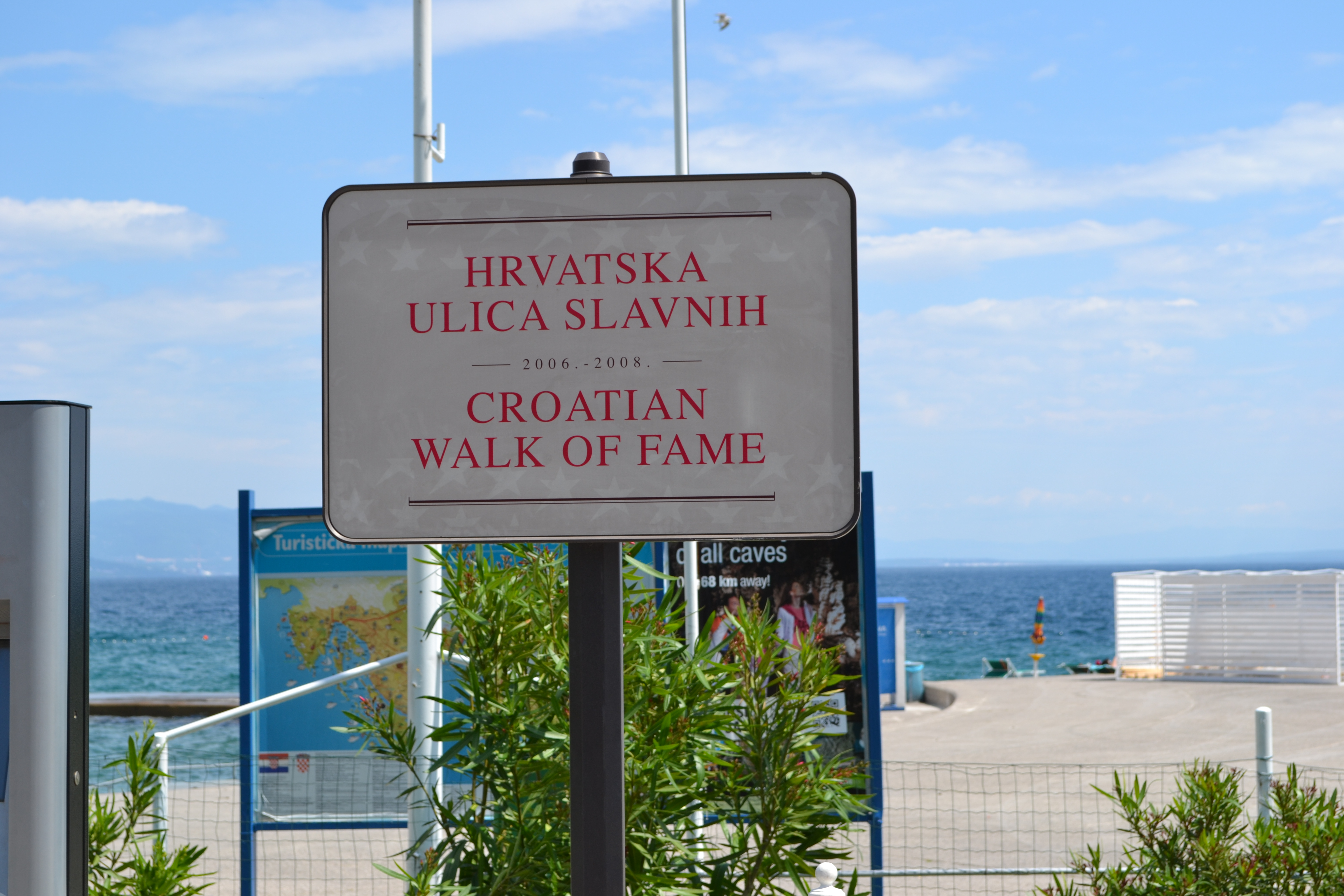
Vägskylt som anger trottoarens början.

Kroatiska Walk of Fame (kroatiska: Hrvatska ulica slavnih) är en trottoar i Opatija i Kroatien. Med amerikanska Hollywood Walk of Fame som förebild är den sedan år 2005 belagd med kvadratiska stenar av marmor, var och en försedd med en femuddig stjärna med namnet på en person från Kroatien (dennes födelse- och dödsdatum samt verkningsområde) som profilerat landet eller varit betydelsefull inom områden såsom vetenskap, kultur, konst, musik, sport etcetera. Trottoaren är ett landmärke och sevärdhet som utgör en del av strandpromenaden Lungomare och är belägen väster om stadsbadplatsen Slatina i centrala Opatija. Sedan år 2008 då det fanns 32 stycken stjärnor har det inte tillkommit några nya namn på trottoaren.

## Stjärnor på Kroatiska Walk of Fame[2]
| Namn                     | Årtal | Kategori         |
| ------------------------ | ----- | ---------------- |
| Janica Kostelić          | 2005  | Sport            |
| Krešimir Ćosić           | 2005  | Sport            |
| Dražen Petrović          | 2005  | Sport            |
| Goran Ivanišević         | 2006  | Sport            |
| Matija Ljubek            | 2006  | Sport            |
| Ivano Balić              | 2007  | Sport            |
| Bernard Vukas            | 2007  | Sport            |
| Miroslav Blažević        | 2008  | Sport            |
| Blanka Vlašić            | 2008  | Sport            |
| Mate Parlov              | 2008  | Sport            |
| Dragutin Tadijanović     | 2005  | Kultur och konst |
| Miroslav Krleža          | 2005  | Kultur och konst |
| Boris Dvornik            | 2006  | Kultur och konst |
| Rade Šerbedžija          | 2006  | Kultur och konst |
| Fabijan Šovagović        | 2006  | Kultur och konst |
| Pero Kvrgić              | 2007  | Kultur och konst |
| Tin Ujević               | 2007  | Kultur och konst |
| Vesna Parun              | 2007  | Kultur och konst |
| Ivana Brlić-Mažuranić    | 2007  | Kultur och konst |
| Oliver Mlakar            | 2007  | Kultur och konst |
| Nikola Tesla             | 2005  | Vetenskap        |
| Miroslav Radman          | 2005  | Vetenskap        |
| Ivan Đikić               | 2006  | Vetenskap        |
| Ruđer Bošković           | 2006  | Vetenskap        |
| Željko Reiner            | 2007  | Vetenskap        |
| Ivan Supek               | 2007  | Vetenskap        |
| Korado Korlević          | 2008  | Vetenskap        |
| Slavoljub Eduard Penkala | 2008  | Vetenskap        |
| Oliver Dragojević        | 2005  | Musik            |
| Ivo Robić                | 2006  | Musik            |
| Đorđe Novković           | 2007  | Musik            |
| Zdenko Runjić            | 2008  | Musik            |